# Aleidus Gerardus Bosman
Aleidus Gerardus Bosman (Alkmaar, 10 januari 1871 - Leiden, 24 oktober 1958) was directeur en (president-) commissaris van verschillende bedrijven, waaronder de N.V. Vereenigde Touwfabrieken en de Nederlandse Kabelfabriek. Ook was hij lid van de gemeenteraad in Leiden en van Provinciale Staten van Zuid-Holland. Verder bekleedde hij verschillende maatschappelijke functies. Zijn naam leeft voort in het Bos van Bosman.

## Leven
Bosman werd op 10 januari 1871 te Alkmaar geboren als een van de twaalf kinderen van de industrieel Cornelis Bosman (directeur van de zoutziederij De Eendragt, de stoombootonderneming Alkmaar Packet en de scheepswerf Het Hondsbosch) en Geertje de Groot. Hij bezocht de H.B.S.'en te Alkmaar en Leiden, waarna hij ging studeren in Luik en later aan de Polytechnische School te Delft, waar hij in 1899 afstudeerde als werktuigkundig ingenieur. Op 4 juni 1903 trouwde Bosman in Nieuweroord bij Hoogeveen met Anna Hermina van der Sluis (1879-1951). Samen kregen ze vijf kinderen.
In 1917 koopt Bosman een terrein van 20 hectare aan de Rijnsburgerweg 124 in wat dan nog Oegstgeest is. Hij laat er naar een ontwerp van architect J.W. Hanrath een villa bouwen, die de naam Nieuweroord krijgt naar de Drentse veenkolonie waar zijn vrouw vandaan komt. Landschapsarchitect Leonard Springer ontwerpt de buitenruimte met een grote voortuin met oprijlaan in de vorm van een halve cirkel aan de Rijnsburgerweg en aan de achterzijde van de villa een wandelbos, met vijvers, plantenkassen en een boomgaard. Bosman woont hier tot zijn overlijden op 24 oktober 1958. Hij wordt begraven op de Begraafplaats Rhijnhof te Leiden. De villa bestaat niet meer, maar een deel van het wandelbos nog wel. Het is nu een park genaamd Bos van Bosman.

## Werk
Bosman begon zijn carrière als directeur van een conservenfabriek, welke werkkring hem echter niet voldeed. Na een jaar te hebben gewerkt als bedrijfsingenieur bij de Zwolsche Machinefabriek werd hij benoemd tot directeur van de N.V. Nico Hoos Stoomspinnerij en Touwfabriek, te Rotterdam; en later ook tot mededirecteur van de N.V. Vlaardingsche Stoomspinnerij en Touwfabriek. Deze fabrieken werden op 20 december 1919 op initiatief van Bosman - met verschillende andere touwfabrieken - verenigd tot de N.V. Vereenigde Touwfabrieken te Rotterdam. Tezamen was het nieuwe concern verantwoordelijk voor ruim 75% van de totale touwproductie in Nederland. Bosman werd toen benoemd tot gedelegeerd commissaris, later tevens president-commissaris.
Bosman was ook president-commissaris van de Nederlandsche Kabelfabriek waarvan hij mede-oprichter was, en van de machinefabriek Du Croo & Brauns te Amsterdam. Ook was hij, als zoon van de oprichter, commissaris bij de scheepswerf Het Hondsbosch te Alkmaar.
Gedurende acht jaar (1927 - 1935) was Bosman lid van de Leidse gemeenteraad voor de Liberale Staatspartij en vier jaar van Provinciale Staten van Zuid-Holland. Ook was hij secretaris van de Leidse Hout, voorzitter van de Vereeniging voor Misvormden en van de Anna Kliniek voor orthopedie te Leiden. Verder was hij president-commissaris van de Leidsche Nutsspaarbank en lid van de Rotary.